# Georg de Laval (1812–1868)
Georg Oscar de Laval, född 18 september 1812 i Karlskoga församling, död 26 februari 1868 i Falun, var en svensk militär, lantmätare och industriman.

## Biografi
Georg de Laval föddes 1812 på Björkborns bruk i Karlskoga socken. Han var son till majoren Johan Erik de Laval vid livgrenadjärrgementet och Christina Charlotta Robsahm.
Laval var först militär och blev fänrik vid Skaraborgs regemente 1832, samt löjtnant 1837. 1848 då han tjänstgjorde vid Dalregementet erhöll han avsked och anställdes vid lantmäteriet i Falun, och hade 1851 avancerat till chef för lantmäteriet i Kopparbergs län. 1855 blev han den förste disponenten för det nygrundade Korsnäs AB. Han var samtidigt chef för ett 1854 grundat skogsbolag, Ejens skogsbolag. 1861 lämnade han dock båda positionerna för tillsammans med P. G. Levin bilda Ore Elfs Timmerdrifningsbolag för timmerflottning för Korsnäs räkning från Ore socken över Siljan ned i Dalälven. På grund av dåliga finanser tvingades han dock 1865 sälja sina andelar i Ejenbolagen till göteborgsföretaget Grönwall & co. Kort därefter tvingades han även sälja sina andelar i Ore Elfs Timmerdrifningsbolag. Vid hans död var skulderna så stora att dödsboet tvingades i konkurs.
1865 patenterade Laval en sorts boj som fungerade som sänkstöd vid spelflottning. Patentet var på tio år, och trots att denna teknik kom att dominera svensk flottning fram till 1960-talet, kom hans insatser inte att få någon större uppmärksamhet. Han var far till skolledaren Ebba de Laval. De är begravda på Kämparvets kyrkogård i Falun.

### Familj
de Laval gifte sig 9 september 1843 i Säter med Augusta Levin (1817–1889), dotter till överfältläkaren Bengt Fabian Levin och Magdalena Jakobina Netzel. De fick tillsammans barnen kassören Magdalena Georgina Augusta de Laval (1844–1930) vid Falu stads sparbank, adjunkten Patrik de Laval (1845–1889), Johan Georg Palne de Laval (1848–1848), Ellen de Laval (1849–1930) som var gift med direktören Ernst Nisser, föreståndarinnan Ebba de Laval (född 1851) och Anna de Laval (1852–1934) som var gift med kronofogden Anders Gunnar Samuel Esseen i Falu fögderi.